# Лиса гора (Долинський район)
Ли́са — гора в Калуському районі Івано-Франківської області.

## Параметри
Перед горою розташовані села Пшеничники, Новий Мізунь, Новошин та Шевченкове (Долинський район), вона розміщена фронтом прямо на південь. Висота гори 1158,7 м.